# Firuzeh
Fīrūzeh (farsi فیروزه) è il capoluogo dello shahrestān di Firuzeh, nella provincia del Razavi Khorasan in Iran. Aveva, nel 2006, una popolazione di 4.906 abitanti. 